# 馬里亞尼夫卡 (布魯西利夫區)
50°8′12″N 29°22′9″E / 50.13667°N 29.36917°E
馬里亞尼夫卡（烏克蘭語：Мар'янівка）是烏克蘭北部的村莊，隸屬日托米爾州的日托米爾區。該村始建於1870年，面積8.81平方公里，海拔高度204米，2001年人口76，人口密度每平方公里8.63人。